# Lita Grey

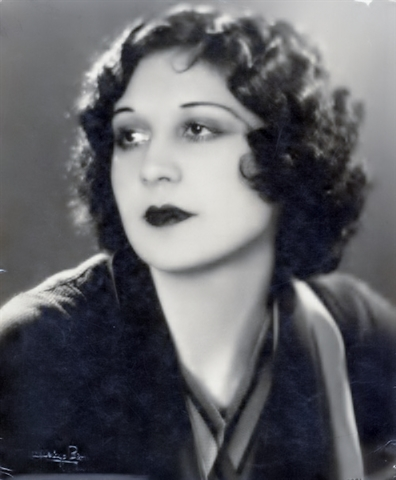
Lita Grey 1925

Lita Grey (* 15. April 1908 in Hollywood, Los Angeles, Kalifornien, als Lillita Louise MacMurray; † 29. Dezember 1995 in Los Angeles, Kalifornien) war eine US-amerikanische Schauspielerin und die zweite Frau von Charles Chaplin.

## Leben
Lita Grey wurde als Tochter einer Mexikanerin und eines Schotten geboren. Im Alter von sechs Jahren wurde sie von Charlie Chaplin in einem Restaurant entdeckt. Dennoch sollte es noch sechs weitere Jahre dauern, bis ihre Mutter unter Vermittlung von Chaplins Regieassistenten Charles Reisner einer Karriere in Hollywood zustimmte.
Ihr erster Film war die Chaplin-Produktion The Kid, in der sie einen an Lolita erinnernden „Engel der Versuchung“ spielte. Es folgte mit Die feinen Leute nur noch eine weitere Produktion, bevor ihr erster Vertrag mit der Produktionsgesellschaft auslief. Drei Jahre später bot ihr wiederum Chaplin die weibliche Hauptrolle in Goldrausch an. Während der Dreharbeiten wurde sie nach einer Affäre mit Chaplin im Alter von nur 16 Jahren schwanger und musste deshalb auch in der weiblichen Hauptrolle von Goldrausch durch Georgia Hale ersetzt werden.
Da eine sexuelle Beziehung mit Minderjährigen nach damaligem kalifornischen Recht einer Vergewaltigung gleichkam, blieb die sofortige Eheschließung Chaplins einziger Ausweg, einer Strafverfolgung zu entgehen. Am 26. November 1924 heiratete er Lita Grey in Mexiko. Der Geburtstag des ersten Sohnes, Charles Chaplin junior (1925–1968), wurde der Öffentlichkeit falsch angegeben, um den Anschein einer ehelichen Zeugung zu gewährleisten. Ein Jahr später wurde der zweite gemeinsame Sohn, Sydney Earle Chaplin (1926–2009), geboren, der wie die Eltern später eine Karriere im Showbusiness einschlug. Dennoch kühlte sich die Beziehung zwischen Grey und Chaplin schnell ab, sodass die Ehe am 22. August 1927 nach einem aufsehenerregenden Prozess wegen der zahlreichen Affären Chaplins geschieden wurde und der Mutter das alleinige Sorgerecht zugesprochen wurde.
In den Folgejahren arbeitete Lita Grey zeitweise als Sängerin im Varieté und übernahm vereinzelt Filmauftritte. In den 1970er- und 1980er-Jahren arbeitete sie als Sekretärin im Robinson's Department Store in Beverly Hills.
Sie war drei weitere Male verheiratet. Auch die Ehen mit Henry Aguirre, Arthur Day und Pat Long endeten in Scheidung. Ihre Memoiren My Life with Chaplin: An Intimate Memoir (deutscher Titel „Ich war Charlie Chaplins Frau“) sind 1966 erschienen. In ihren letzten zwei Lebensjahren arbeitete Grey an einem weiteren biographischen Buch.
1995 starb sie im Alter von 87 Jahren in Los Angeles an einer Krebserkrankung.

## Filmografie
- 1921: Der Vagabund und das Kind (The Kid)
- 1921: Die feinen Leute (The Idle Class, Kurzfilm)
- 1925: Goldrausch (The Gold Rush)
- 1933: Mr. Brodway
- 1933: Seasoned Greetings (Kurzfilm)
- 1938: Skyline Revue (Kurzfilm)
- 1949: The Devil’s Sleep

## Bibliografie
- Chaplin, Lita (1928). Complaint of the young movie star against her elderly husband. Scarecrow Press. ISBN 9781461674320.
- Chaplin, Lita; Cooper, Morton (1966). My life with Chaplin; an intimate memoir. Bernard Geis Associates.
- Chaplin, Lita; Vance, Jeffrey (1998). Wife of the Life of the Party. Scarecrow Press. ISBN 9780810834323.